# Freiburški oltar
Freiburški oltar je oljna slika na lesenih ploščah, ki jo je za glavni oltar Freiburškega minstra ustvaril nemški renesančni slikar in grafik Hans Baldung Grien. Oltar je poliptih z enajstimi ploščami, ki so jih ustvarili Baldung in člani njegovega ateljeja. Baldung je med delom na oltarju živel v Freiburgu od leta 1512 do 1517. Slika je pomembna, ker vsebuje umetnikov avtoportret ter Baldungov monogram in podpis.

## Vplivi in ustvarjanje

### Naročilo
Freiburški oltar je bil ključnega pomena za Baldungovo kariero in mu je prinesel precejšen finančni uspeh. Prejel je plačilo v višini 340 renskih florinov, dodatnih 250 florinov pa je moral izplačati sčasoma. Od te vsote je vsako leto zaslužil približno osemnajst do dvajset florinov. Predela na hrbtni strani oltarja vključuje portret štirih mecenov: Aegidiusa Haasa, Sebastiana von Blumenegga, Ulricha Wirtnerja in Nikolausa Schefferja. Njegov brat, Casper Baldung, mu je morda pomagal pridobiti naročilo, saj je takrat poučeval v Freiburgu. Vendar je Baldung že dosegel precejšnjo stopnjo priznanja, zato je možno tudi, da je naročilo pridobil po lastni zaslugi.

### Albrecht Dürer
Hans Baldung je bil učenec slikarja Albrechta Dürerja in Baldunga je njegov umetniški slog navdihoval skozi celotno kariero. Tema kronanja je izposojena z osrednje plošče Dürerjevega Hellerjevega oltarja, ki je bil leta 1729 izgubljen v požaru. Vsebuje tudi elemente iz Dürerjevega lesoreza Kronanje Device Marije.

### Matthias Grünewald
Prizor oznanjenja je navdihnjen z Matthiasa Grünewalda priredbo, ki je del njegovega Isenheimskega oltarja. Baldungova upodobitev angela Gabriela je še posebej pod vplivom tega dela. Poudarjeno čustvenost Baldungovega lika Glava norca na zadnji plošči lahko primerjamo tudi z Grünewaldovimi risbami.

## Notranje plošče
Ko je oltar odprt, prikazuje kronanje Device Marije. Sedi na prestolu, Kristus pa je levo od nje. Nad njeno glavo razprostira krono. Bog Oče sedi na desni. Okoli prizora se roji zbor angelov. Levo od Device Marije je Kristus upodobljen, ogrnjen v rdeč plašč. Plašč je morda nameščen čez njegovo telo, da bi pokazal rane na rokah, nogah in prsih. Bog Oče je upodobljen z neurejenimi lasmi in zagorelo kožo. Njegov videz nakazuje, da je preživel kar nekaj časa zunaj. Angeli, ki jih je veliko in zasedajo celotno ozadje slike, imajo značilne pomanjkljivosti – nekateri imajo popačene roke in noge ali pa njihove oči niso povsem izostrene.
Na krilih je prikazanih dvanajst apostolov. Na levi je spredaj sveti Pavel. Umetnostni zgodovinarji domnevajo, da je delo delo asistenta, zaradi bolj grobega videza v primerjavi z desno ploščo. Sveti Peter je osrednja figura desnega okna, ki drži velik ključ. Nosi delavsko jakno in je videti zagorel. Zaradi teh elementov je bolj zemeljski kot božanski in ga počlovečijo.

## Zunanje plošče
Ko je oltar zaprt, prikazuje štiri prizore iz življenja Device Marije: Oznanjenje, Obiskovanje, Kristusovo rojstvo in Beg v Egipt. Plošče prikazujejo prizore iz Marijinega življenja, ker je bila cerkev sama posvečena njej. Ti prizori so bili prikazani v božičnem času.
V Oznanjenju goreča sveča predstavlja sveto luč. Vaza z šmarnico simbolizira Devico Marijo. Sveti Duh je v prizoru prisoten v obliki goloba. V tleh in stenah so se začele pojavljati razpoke.
Rojstvo še posebej izstopa zaradi uporabe svetlobe. Dojenček Jezus žari in meče različne sence na ljudi, ki ga opazujejo. Poskus je bil za svoj čas zagotovo edinstven, čeprav je bil kritiziran zaradi uporabe ostre svetlobe. V ozadju stene propadajo, kar kaže na začetek nove dobe, ki se je začela z rojstvom Kristusa.
Na sliki Obiskovanje kombinacija barv in spokojni izraz na Marijinem obrazu uvršča to sliko med Baldungove najbolj vesele. Marija se obnaša z božanskim dostojanstvom, hkrati pa ohranja svojo zemeljsko povezanost. Ob nogah obeh žensk so beli zajci, ki simbolizirajo plodnost.
Beg v Egipt se naslanja na Jožefovo visoko starost, ga prikazuje na majavih nogah in ponuja kontrast mladosti Device Marije. Nekaj napak v Marijini predstavitvi, zlasti nesorazmernost njenih rok in dlani, je spet nakazovalo prisotnost pomočnika.

## Zadnje plošče
Zadnja plošča prikazuje Križanje. Kristus je prikazan pribit na križ v središču slike, dva druga moška pa visita na križih ob njegovih straneh. Moški na Kristusovi desni se pokesa in je zato v svojem stanju pasiven. Moški na njegovi levi pa se bori proti svojim sponam, kar kaže na zavrnitev kesanja. Množica ljudi stoji za njim in na krilih oltarja. Lobanja na dnu križa pomeni, da se dogodek odvija na Golgoti. To je bilo Adamovo grobišče, kar simbolizira, kako je Kristus postal novi Adam.

### Marija Magdalena
Marija Magdalena ovija roke okoli podnožja križa in žalostno gleda Kristusa. To je bil pogost običaj na slikah Križanja, nastalih na začetku šestnajstega stoletja. Čeprav ga ni ustvaril umetnik Giotto, je njegovo Križanje iz kapele Scrovegni (ok. 1304/1305) pomagalo utrditi Magdalenin položaj ob vznožju križa.

### Glava norca
Izza osrednjega križa kuka podoba moškega z odprtimi usti, ki prazno strmi naprej. Pretiran izraz figure želi prikazati kruto, groteskno naravo tistih, ki so odgovorni za dogodke križanja. Ta upodobitev Kristusovih preganjalcev je pogosta v severni umetnosti 15. in 16. stoletja.

### Avtoportret
Za križem na desni stoji moški v rdeči baretki. To je bilo identificirano kot avtoportret samega Hansa Baldunga. Njegova roka je položena na ramo mladeniča, na čigar prsih je Baldungov monogram.

## Sprejem
Čeprav Freiburški oltar pogosto velja za Baldungovo mojstrovino, je bila njegova tesna povezanost s slogi njegovih sodobnikov deležna kritik. Pogosto je črpal navdih pri Dürerju, včasih pa so ga kritizirali zaradi pomanjkanja lastnega sloga. Vendar pa bi lahko bil način, kako je Baldung delal z materialom, ki ga je že izdelal Dürer, njegov način širjenja Dürerjevih umetniških izbir. Zgodnji učenjaki 20. stoletja (vključno s Curjelom, Hugelshoferjem in Pinderjem) so njegovo delo ocenili kot preveč ekscentrično ali premalo resno za teme, ki jih je prikazovalo. Fritz Baumgarten je bil še posebej nezadovoljen s pomanjkanjem dostojanstva in je kritiziral angele, ker so motili 'nebeško tišino'.